# Omotetia nel piano complesso
Si presenta la generica omotetia nel piano complesso di centro {\displaystyle C_{0}(x_{0},y_{0})} e rapporto {\displaystyle a}, con {\displaystyle a} numero reale diverso da zero e {\displaystyle C_{0}} punto del piano complesso (si veda numeri complessi e punti del piano cartesiano).

## Definizione
Sia {\displaystyle C_{0}=P(z_{0})} il punto corrispondente al numero complesso {\displaystyle z_{0}=x_{0}+iy_{0}}, e sia {\displaystyle a} un numero reale diverso da {\displaystyle 0} e da {\displaystyle 1}.
L'omotetia {\displaystyle \omega _{C_{0},a}} di centro {\displaystyle C_{0}} e rapporto {\displaystyle a}, è la trasformazione che associa ad ogni punto {\displaystyle P=P(z)}, corrispondente del numero complesso {\displaystyle z}, il punto {\displaystyle P'=P'(z')}, corrispondente del numero complesso {\displaystyle z'}, tale che:
{\displaystyle {\vec {C_{0}P'}}=a{\vec {C_{0}P}}.}
Dal momento che
{\displaystyle {\vec {C_{0}P}}=z-z_{0},\quad {\vec {C_{0}P'}}=z'-z_{0},}
si ha che 
{\displaystyle z'-z_{0}=a\left(z-z_{0}\right).}
Quindi, introducendo {\displaystyle b:=(1-a)z_{0}}, la scrittura complessa dell'omotetia è:
{\displaystyle {\begin{aligned}\omega _{C_{0},a}\colon \mathbb {C} &\longrightarrow \mathbb {C} \\z&\longmapsto z'=az+b=a\rho e^{i\theta }+b.\end{aligned}}}
In modo particolare l'omotetia {\displaystyle \omega _{O,a}} di centro l'origine degli assi {\displaystyle O} e rapporto {\displaystyle a}, è la trasformazione 
{\displaystyle {\begin{aligned}\omega _{O,a}\colon \mathbb {C} &\longrightarrow \mathbb {C} \\z&\longmapsto z'=az=a\rho e^{i\theta }=a\rho \left(\cos \theta +i\sin \theta \right),\end{aligned}}}
ove si è posto
{\displaystyle z=\rho \left(\cos \theta +i\sin \theta \right).}
Osserviamo inoltre come opera la trasformazione in base al segno del numero {\displaystyle a}:
Quindi:
moltiplicare il numero complesso {\displaystyle z} per un numero reale {\displaystyle a} non nullo e diverso da {\displaystyle 1} equivale ad applicare al punto {\displaystyle P(z)} l'omotetia di rapporto {\displaystyle a}.

## Esempio
Si determina la scrittura complessa dell'omotetia di centro {\displaystyle C_{0}(-2,4)} e rapporto {\displaystyle 3}.
Il numero complesso corrispondente a questo punto è {\displaystyle z_{0}=-2+4i}.
Quindi, ricordando che l'omotetia si ottiene con {\displaystyle z'-z_{0}=a(z-z_{0})}, si ha che
{\displaystyle z'-(-2+4i)=3(z-(-2+4i))} cioè {\displaystyle z'=3z+4-8i}.